# 奧斯古站
奧斯古站（英語：Lower Osgoode Station）是一座多倫多地鐵央街－大學線車站，坐落加拿大安大略省多倫多市中心大學路（University Avenue）和皇后街的交界處，於1963年2月28日聯同大學線一起開幕，以附近的奧斯古大堂（Osgoode Hall）命名，其他鄰近主要建築包括多倫多市政廳、彌敦菲臘廣場、四季演藝中心和美國駐多倫多領事館。
當局在1940年代曾研究將東西向的皇后街有軌電車線部分路段改置於地底。因此，當局進行奧斯古地鐵站工程時，順道改置了大學路夾皇后街一帶的地下污水管和電線，以便日後在奧斯古站大學地鐵線月台下興建下奧斯古站供皇后街電車線停靠。然而，隨著當局改為在布魯亞街和丹佛路沿線興建東西向地鐵線，皇后街電車線地下化項目連同下奧斯古站項目亦不了了之。隨著位於大學路夾皇后街東南角的四季演藝中心於2006年開幕，當局亦於該大樓底部加設奧斯古站出入口。
下列由多倫多公車局營運的巴士和有軌電車線駛經奧斯古站：
- 142號市中心－阿梵奴道急行巴士線（Downtown/Avenue Road Express）
- 301號皇后街深宵巴士線（Queen）
- 501號皇后街綫（Queen）
- 502號市中心有軌電車線（Downtowner）

## 外部連結
- 维基共享资源上的相關多媒體資源：奧斯古站
- （英文）TTC Osgoode Station （页面存档备份，存于）－多倫多公車局網站 奧斯古站頁面